# Tân Hiệp A
Tân Hiệp A là một xã thuộc huyện Tân Hiệp, tỉnh Kiên Giang, Việt Nam.

## Địa lý
Xã Tân Hiệp A nằm ở phía tây huyện Tân Hiệp, có vị trí địa lý:
- Phía đông giáp xã Tân Hiệp B
- Phía tây giáp huyện Châu Thành
- Phía nam giáp các xã Thạnh Đông, Thạnh Đông A và Thạnh Trị
- Phía bắc giáp xã Tân An và xã Tân Hòa.

Xã Tân Hiệp A có diện tích 40,17 km², dân số năm 2020 là 11.175 người, mật độ dân số đạt 278 người/km².
Tôn giáo: Với số người theo đạo Thiên Chúa giáo chiếm đa số.

## Hành chính
Xã Tân Hiệp A được chia thành 6 ấp: Kinh 2A, Kinh 3A, Kinh 4A, Kinh 5A, Tân Quới, Tân Thạnh.

## Lịch sử
Sau năm 1975, Tân Hiệp A là một xã thuộc huyện Tân Hiệp.
Ngày 8 tháng 1 năm 2004, Chính phủ ban hành Nghị định số 11/2004/NĐ-CP về việc thành lập xã Tân An trên cơ sở 3.415,50 ha diện tích tự nhiên và 8.234 nhân khẩu của xã Tân Hiệp A.
Sau khi thành lập xã Tân An, xã Tân Hiệp A còn lại 3.801,40 ha diện tích tự nhiên và 13.153 nhân khẩu.